# Santa Ines (Argentina)
Santa Ines é uma localidade do partido de Carlos Tejedor, da Província de Buenos Aires, na Argentina.